# Tixeo
Tixeo est une société française spécialisée dans l’édition de logiciels de visioconférence sécurisée. Son siège est situé à Montpellier, dans l’Hérault. La société possède des bureaux à Madrid et Berlin.
Le nom et le logo Tixeo sont des marques déposées auprès de l'INPI.

## Histoire
Fondée en 2003 par Renaud Ghia, Sébastien Jeanjean et Denis Angilella, la société Tixeo développe initialement une solution d’environnement virtuel collaboratif 3D.
En 2013, Tixeo positionne sa stratégie sous l’angle de la visioconférence et de la sécurité des communications. En partenariat avec certains de ses clients, elle investit dans la recherche et le développement de mécanismes de sécurité intégrés à sa technologie de visioconférence.
En 2017, la technologie Tixeo reçoit une qualification élémentaire et une certification de sécurité de premier niveau (pour la version 11.5.2.0 du TixeoServer) de la part de l’Agence nationale de la sécurité des systèmes d'information (ANSSI) après un audit indépendant mené par le CESTI Amossys.
En 2021, l’ANSSI lui décerne une nouvelle Certification de sécurité de premier niveau (pour la  version 15.5.0.0 du TixeoServer).
Le 14 avril 2022, Tixeo ouvre une filiale à Berlin, en Allemagne (Tixeo GmbH).
Le 14 juin 2022, Guillaume Poupard, directeur général de l'ANSSI, et Arne Schönbohm, président du BSI (Bundesamt für Sicherheit in der Informationstechnik), ont signé un accord de reconnaissance mutuelle des certificats de sécurité pour les schémas CSPN (Certification de Sécurité de Premier Niveau) et BSZ (Beschleunigte Sicherheitszertifizierung). De ce fait, la technologie Tixeo est automatiquement considérée comme équivalente au certificat BSZ du BSI.

## Solution
Le logiciel Tixeo permet à ses utilisateurs de se réunir en visioconférence sécurisée depuis des équipements fonctionnant sous les systèmes d’exploitation Windows, macOS, Linux, iOS ou Android. La visioconférence Tixeo intègre une passerelle permettant de rejoindre une réunion depuis un navigateur Web (technologie WebRTC), de passer des appels téléphoniques (sortants) et de communiquer avec les périphériques matériels SIP ou H.323 les plus courants.
La solution intègre des fonctions de collaboration comme le partage d’écran, le transfert de fichiers, l’enregistrement ou la messagerie instantanée. Elle propose trois modes de collaborations adaptés respectivement aux réunions à distance, au télétravail en équipe ou aux conférences en ligne.
Le serveur virtuel de visioconférence Tixeo peut être hébergé dans le Cloud (public ou privé) ou sur les serveurs de ses clients.
TOO22 : En 2022, Tixeo, Oodrive et Olvid s'allient pour créer une alternative française de logiciel en ligne de gestion de projet et de travail collaboratif pour les données les plus sensibles des administrations, ministères et opérateurs d'importance vitale (OIV).
Avril 2023, Tixeo annonce que sa solution de visioconférence fonctionne dorénavant avec une nouvelle couche réseau pour s’adapter aux conditions réseau les plus extrêmes. Tixeo utilise la couche QUIC (Quick UDP Internet Connections, qui devient la couche réseau par défaut pour tous les flux en réunion.

## Sécurité
Tixeo propose un chiffrement de bout-en-bout des communications vidéos, audios et data dans une visioconférence multipoint. Ce chiffrement est notamment effectif lorsque les données transitent par le serveur Tixeo (End-to-End encryption AES 256). La technologie Tixeo intègre également un chiffrement de lien entre le client et le serveur (vérification intégrale de la chaîne de certification).